# Agabus melanarius
Agabus melanarius là một loài bọ cánh cứng đặc hữu của châu Âu, ở đây nó chỉ được tìm thấy ở Áo, Bỉ, Bosna và Hercegovina, Đảo Anh, Bulgaria, Cộng hòa Séc, Đan Mạch lục địa, Estonia, Phần Lan, Chính quốc Pháp, Đức, Hungary, chính quốc Ý, Kaliningrad, Litva, Luxembourg, mainland Na Uy, Ba Lan, Nga trừ phía đông, Sardegna, Slovakia, Thụy Điển, Thụy Sĩ, Hà Lan, Ukraina và Nam Tư.

## Hình ảnh

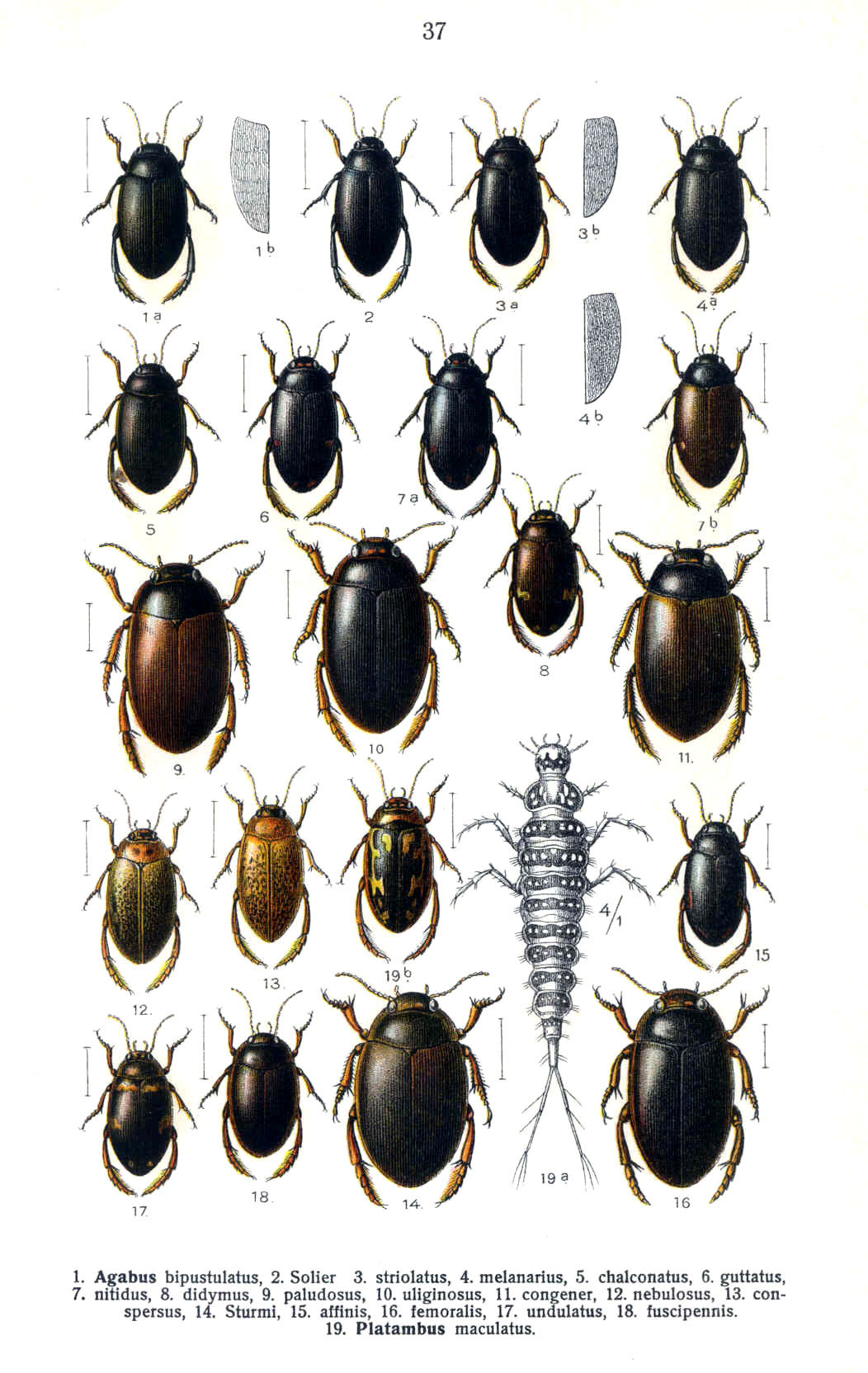
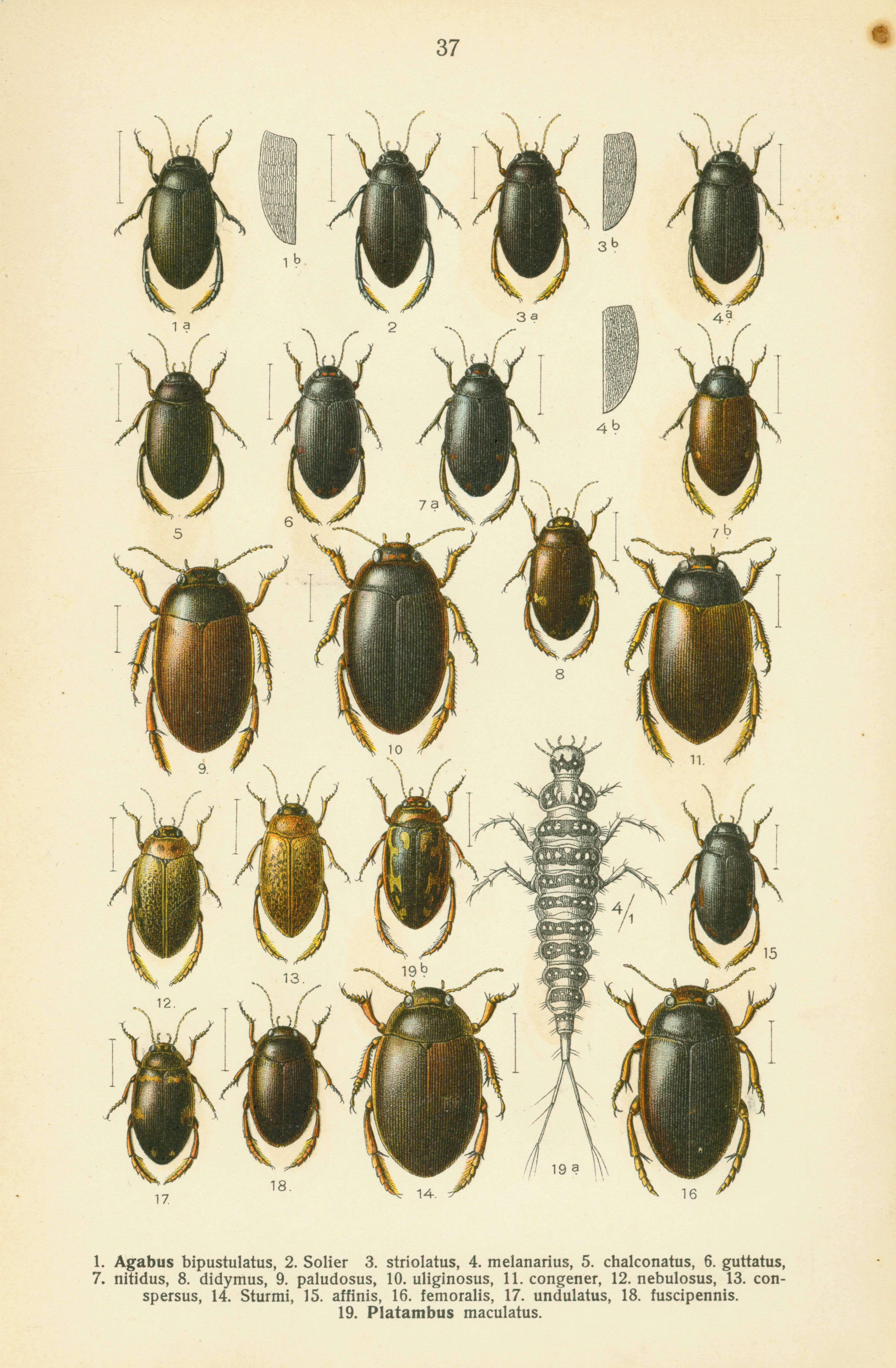